# Sulaïman al-Gazzi
Sulaïman Al-Gazzi ou Sulayman Ibn Hasan al-Gazzi est un poète et théologien chrétien de langue arabe (Xe – XIe siècle), connu aussi comme Samon de Gaza.

## Éléments biographiques
Après avoir été un temps moine à Jérusalem, Sulayman quitte le monastère, tout en en gardant une certaine nostalgie dont ses poèmes témoignent. Il devient fonctionnaire de l'État fatimide et se marie. De ce mariage naît un fils, qui lui-même se marie et a un fils.
Successivement, son fils et son petit-fils décèdent, puis, à la suite de la persécution de Al-Hakim, sa fortune est confisquée. Après le décès de son épouse, il devient évêque melkite (c'est-à-dire chalcédonien) de Gaza.
Quoiqu'il ne soit pas le premier poète arabe chrétien, il est le premier à ne traiter que de thèmes religieux dans ses poèmes rassemblés en un recueil : le Diwan. Le but du Diwan est en premier lieu de « louer Dieu comme dans les psaumes » ainsi que « présenter la foi chrétienne aux non-chrétiens dans des expressions qu'ils aiment ».
Mais Suleyman n'est pas seulement poète, et on a aussi de lui des écrits théologiques en prose dans lesquels il s'inspire d'auteurs chrétiens antérieurs, en particulier de Théodore Abu Qurrah, Jean Damascène ou Élie de Nisibe

## Samon de Gaza
On a aussi, en grec, un traité polémique, sous forme de dialogue avec le « musulman Achmed » attribué à un bienheureux Samon, archevêque de Gaza (en grec : Σαμωνας αρχιεπισκοπου Γαζες) à propos du pain et du vin consacrés pour l'eucharistie.
Ce traité, traduit en latin l'année même où il fut imprimé pour la première fois, fut utilisé dans la polémique entre catholiques et protestants, et son authenticité fut parfois contestée avant d'être globalement admise, même si  le caractère composite du traité (il inclut le traité 22 d'Abu Qurrah quasi in extenso, de même qu'un passage d'Anastase le Sinaïte et d'autres auteurs anciens) ayant aussi été très tôt remarqué ne fut pas sans poser de questions. Le premier auteur orthodoxe à citer ce traité est Gabriel Sévèros, métropolite de Philadelphie, dans un ouvrage posthume paru en 1627. D'autres autorités orthodoxes, Mélèce Syrigos, le patriarche Dosithée II de Jérusalem ou encore Nicolas Voulgaris l'ont mis a contribution en raison de sa valeur intrinsèque.
En 1697, Nicolas Papadopoli-Comnène signale Samon comme ayant subi le martyre.
Toutefois, au milieu du XXe siècle, le P. Jugie le rejeta fermement, attribuant sa paternité au copiste Crétois (et faussaire à ses heures) Constantin Palaeocappa. Le sort du traité semblait définitivement fixé.
Ces questions prirent une nouvelle tournure à la fin du XXe siècle, lorsque à la suite de la redécouverte des œuvres de Suleyman Al-Gazzi le P. Ignace Dick pensa pouvoir faire le lien entre cet opuscule grec isolé et un auteur prolifique, au nom proche et au titre correspondant et d'attribuer à ce dernier non seulement les traités en arabe, mais aussi l'opuscule grec.
Actuellement, les positions sont encore nettement divisées à son sujet : tandis que certains, à la suite du P. Dick  l'admettent sans réticence comme authentique, d'autres au contraire maintiennent la position du P. Jugie, ou du moins émettent de sérieuses réserves sur une hypothétique authenticité.
Outre la traduction latine mentionnée, il en existe une traduction russe ainsi qu'une française.